# Ligeretalm
Die Ligeretalm (auch: Ligoascht) ist eine Alm in der Gemarkung Salzberg im Markt Berchtesgaden.
Der Kaser der Ligeretalm steht unter Denkmalschutz und ist unter der Nummer D-1-72-116-291 in die Bayerische Denkmalliste eingetragen.

## Lage
Die Ligeretalm befindet sich unterhalb des Kehlsteinhauses und oberhalb der Scharitzkehlalm auf einer Höhe von 1190 m ü. NHN. Das Areal um Ligeretalm und Scharitzkehlalm bildete den nördlichsten Teil des früheren gemeindefreien Gebiets Forst Königssee, das bei dessen Auflösung am 1. Januar 1984 zum Markt Berchtesgaden und darin zur Gemarkung Salzberg kam.

## Baubeschreibung
Der Rundumkaser der Ligeretalm ist ein erdgeschossiger, verputzter Massivbau mit dreiseitig geöffnetem Umgang unter weit heruntergezogenem Flachsatteldach. Das Gebäude entstand vermutlich gegen Ende des 18. Jahrhunderts.

## Heutige Nutzung
Die Ligeretalm wird nicht mehr landwirtschaftlich genutzt, der Kaser wird von der Sektion Berchtesgaden des DAV als Selbstversorgerhütte genutzt.